# Leptoseris amitoriensis
Leptoseris amitoriensis là một loài san hô trong họ Agariciidae. Loài này được Veron mô tả khoa học năm 1990.